# لودمیلا گنیلووا
لودمیلا گنیلووا (روسی: Людмила Владимировна Гнилова؛ زادهٔ ۱۲ فوریهٔ ۱۹۴۴) بازیگر و صداپیشه اهل اتحاد جماهیر شوروی است.
از فیلم‌ها یا مجموعه‌های تلویزیونی که وی در آن‌ها نقش داشته‌است، می‌توان به خرگوش و تفنگ اشاره نمود.